# Shinya Kawashima
Shinya Kawashima (født 20. juli 1978) er en tidligere japansk fodboldspiller.
Han har spillet for flere forskellige klubber i sin karriere, herunder Sanfrecce Hiroshima, Urawa Reds, Avispa Fukuoka og FC Gifu.